# Holarctias rufinaria
Holarctias rufinaria là một loài bướm đêm trong họ Geometridae.